# Josef Sláma
Josef Sláma (22. března 1865 Bernartice – 30. srpna 1920 na cestě z Nymburka do Prahy) byl rakouský politik české národnosti z Čech, na počátku 20. století poslanec Říšské rady.

## Biografie
Byl úředníkem úrazové pojišťovny na Královských Vinohradech. Je uváděn coby vrchní prezidiální úředník Úrazové pojišťovny dělnické. V jejím rámci inicioval vznik českého Spolku úředníků Úrazové pojišťovny dělnické. Patřil mezi zakladatele Svazu úřednických spolků. Přispíval do listu Sociální reforma.
Působil i jako poslanec Říšské rady (celostátního parlamentu Předlitavska), kam usedl v doplňovacích volbách roku 1908, konaných podle všeobecného a rovného volebního práva. Byl zvolen za obvod Čechy 011. Nastoupil 26. listopadu 1908 místo Josefa Herolda. Po volbách roku 1908 usedl do poslaneckého klubu Sjednocení českých národně sociálních, radikálně pokrokových a státoprávních poslanců. Patřil k České straně národně sociální. V parlamentu se profiloval jako odborník na sociální a pojišťovací tematiku.
Zemřel v srpnu 1920, když ho na cestě z Nymburka do Prahy ranila srdeční mrtvice.